# Ardisia brevicaulis
Ardisia brevicaulis är en viveväxtart som beskrevs av Friedrich Ludwig Diels. Ardisia brevicaulis ingår i släktet Ardisia och familjen viveväxter. Inga underarter finns listade i Catalogue of Life.